# حمل‌آباد (اردبیل)
{{ جعبه اطلاعات روستای ایران
الگو:روستای نوران(اردبیل)
نوران روستایی در دهستان های سردابه و بالغلو و سبلان  روستایی میان شهرستان های اردبیل و سرعین بخش مرکزی شهرستان اردبیل استان اردبیل نام‌های‌قدیمی روستای نوران=نورگان، نام‌های‌دیگرروستای نوران=نورآباد،نورستان،نورانشهر،نورانسر،نورانرود،نوراندره،نوراندشت،نوران آباد،نورانیه،نورانکوه،نورانستان،نورانه،بدخشان،هیرگان،هیرکان، است.این روستا به کاشت ذرت بلال و سیب زمینی مشهور است . از شرق اردبیل از غرب سرعین 

## جمعیت
بر پایه سرشماری عمومی نفوس و مسکن در سال ۱۳۹۵ جمعیت این روستا ۱٬۱۹۱ نفر (۳۲۳خانوار) بوده‌است.